# Klotraggmossa
Klotraggmossa (Racomitrium ellipticum) är en bladmossart som beskrevs av Bruch och W. P. Schimper in B.S.G. 1845. Klotraggmossa ingår i släktet raggmossor, och familjen Grimmiaceae. Arten har ej påträffats i Sverige. Inga underarter finns listade i Catalogue of Life.